# Chauliodes
Chauliodes is een geslacht uit de familie Corydalidae, die tot de orde grootvleugeligen (Megaloptera) behoort.

## Kenmerken
Dit geslacht is te herkennen aan de brede kop met duidelijk afgeronde hoeken, de lange, gezaagde antennen en de grote, bruine vleugels met witte vlekken.

## Verspreiding en leefgebied
Dit geslacht komt voor in Noord-Amerika in de nabijheid van traagstromende wateren.

## Soorten
De volgende soorten zijn bij het geslacht ingedeeld:
- † Chauliodes carsteni Wichard, 2003[1]
- Chauliodes pectinicornis (Linnaeus, 1763)
  - =[2] Hemerobius pectinicornis Linnaeus, 1763[3]
  - = Hermes pectinicornis (Linnaeus, 1763)
- † Chauliodes priscus Pictet in Berendt, 1856[4]
- Chauliodes rastricornis Rambur, 1842[5]